# Tenontosaurus
Tenontosaurus ("žilavi gušter") je bio rod malenih do srednje velikih dinosaura ornitopoda. Živio je tijekom perioda srednje krede (prije 115–108 milijuna godina) na zapadu Sjeverne Amerike. Isprva se smatralo da je hipsilofodont, ali se Hypsilophodontia više ne smatra kladusom, pa se prihvata da je on primitivan iguanodont.
U ovom rodu nalaze se dvije vrste, Tenontosaurus tilletti (koju je 1970. opisao John Ostrom) i Tenontosaurus dossi (koju su 1997. opisali Winkler, Murray i Jacobs). Mnogi primjerci vrste T. tilletti su pronađeni u nekoliko geoloških formacija na zapadu Sjeverne Amerike. T. dossi je poznat samo iz nekoliko primjeraka pronađenih u formaciji Twin Mountains u okrugu Parker, Texas.

## Opis
Bio je dug od 6,5 do 8 m i visok 3 m kada je stajao na zadnjim nogama, a težio je negdje između jedne i dvije tone. Imao je neobično dug, širok rep koji je, kao i njegova leđa, bio učvršćen mrežom okoštalih tetiva.

## Povijest istraživanja
Prvi primjerak roda Tenontosaurus pronađen je u okrugu Big Horn, Montana tijekom ekspedicije Američkog prirodoslovnog muzeja 1903. godine. U potonjim iskopavanjima tijekom 1930-ih pronađeno je još 18 primjeraka, a tijekom 1940-ih još četiri primjerka. Unatoč velikom broju primjeraka, u to vrijeme mu još nije bio dat naziv niti je bio opisan, iako mu je Barnum Brown iz spomenutog muzeja dao neslužben naziv "Tenantosaurus", "žilavi gušter", prema ekstenzivnom sistemu okoštalih tetiva na leđima i repu.
Univerzitet u Yaleu je tijekom 1960-ih započeo ekstenzivna, dugoročna iskopavanja na području zavale Big Horn (formacija Cloverly) u Montani i Wyomingu. Ekspediciju je vodio John Ostrom, čiji je tim otkrio više od 40 novih primjeraka. Slijedeći tu ekspediciju, Ostrom je postao prvi koji je opisao i imenovao tu životinju; nazvao ju je Tenontosaurus, što je neznatna varijacija u izgovoru Brownovog neslužbenog naziva.
Od 1970. je prijavljeno još mnogo primjeraka Tenontosaurusa iz formacije Cloverly, ali i iz ostalih, uključujući formaciju Antlers (Oklahoma), formaciju Paluxy (Texas), formaciju Wayan (Idaho), formaciju Cedar Mountain (Utah) i formaciju Arundel (Maryland).

## Paleoekologija i paleobiologija

### Klima
U formaciji Cloverly u Montani i Wyomingu ostaci Tenontosaurusa su česti u dvije odvojene jedinice u stijenama: u starijem članu Little Sheep Mudstone (formacija Cloverly, jedinica V) i novijem članu Himes (jedinice VI i VII). Najstariji dio te formacije, konglomerat Pryor, ne sadrži fosile Tenontosaurusa, a oni se pojavljuju samo u najgornjim, najnovijim dijelovima člana Little Sheep Mudstone. Catherine Forster je u jednom članku (1984.) o staništu Tenontosaurusa iskoristila to kao dokaz da bi predložila da se populacija Tenontosaurusa nije pojavila na području Bighorn Basina sve do kasnog perioda u kojem je nastao član Little Sheep Mudstone.
U vrijeme kada se Tenontosaurus prvi put pojavio u Wyomingu i Montani, klima tog predjela je bila suha ili polusuha, sa sezonskim kišnim razdobljima i povremenim sušama. Međutim, u nekoliko milijuna godina klima se promijenila: količina padalina se povećala, a stanište je postalo suptropskog ili tropskog tipa, s riječnim deltama, naplavnim ravnicama i šumama s močvarnim uvalama - slično kao i u današnjoj Louisiani, iako su se zbog izraženih perioda suše održala i savanska staništa. Promjena u količini padalina vjerojatno je nastupila zbog napredovanja morskog puta Skull Creek.
Ta dramatična promjena u klimi podudarala se s povećanjem broja Tenontosaurusa. To pokazuje da je Tenontosaurus bio izuzetno prilagodljiva životinja, koja je dugo opstala unatoč promjenama u staništu.

### Ekološka zajednica
U cijeloj formaciji Cloverly Tenontosaurus je bio daleko najčešći kralježnjak, pet puta češći od drugog najčešćeg dinosaura, ankilosaura Sauropelta. U suhom članu Little Sheep Mudstone, Tenontosaurus je jedini dinosaur biljožder i dijelio je životni prostor s čestim grabežljivcem Deinonychusom kao i s intermedijarnim vrstama alosauroida i goniofolida. Nakon velike promjene u klimi koja je počela na početku člana Himes, tu regiju su nastanili još neki dinosauri, uključujući rjeđeg ornitopoda Zephyrosaurusa, oviraptosaura Microvenatora, i intermedijarne vrste titanosauriforma i ornitomimida. U tu ekološku zajednicu spadali su i maleni sisar Gobiconodon, kornjače kao što je Glyptops i nekoliko vrsta dvodihalica.
Ekološka zajednica u drugim regijama bila je slična, s dinosaurima kao što su Tenontosaurus i Deinonychus kao najčešćim velikim kralježnjacima. U formaciji Antlers njima su se pridružili sauropodi Astrodon i Sauroposeidon i alosauroid Acrocanthosaurus, kao i razni maleni gušteri, sisari i ribe.

### Ishrana
Od biljaka koje su bile prisutne u ekosistemu u kojem je živio Tenontosaurus, najvjerojatnije su dominirale paprati, cikasi i možda primitivne cvjetnice. Što se tiče većih biljaka, prisutni su bili četinari i ginkoi. Tenontosaurus se hranio niskim biljkama zato što se odrasla jedinka mogla uspraviti do maksimalno 3 metra. To je ograničavalo Tenontosaurusa, a naročito mladunce, na ishranu papratima i raznim žbunjem. Njegov snažan kljun oblika slova U i nagnute površine zuba za rezanje pokazuju da nije bio ograničen na konzumiranje određenih dijelova biljke. Lišće, drvo, pa možda čak i voće su mogli biti dio njegove ishrane.

### Grabežljivci
Zubi i veliki broj skeleta pticolikog grabežljivog teropoda Deinonychusa često su pronađeni u blizini ostataka vrste Tenontosaurus tilletti. Primjerci Tenontosaurusa su pronađeni u oko 50 nalazišta, a u 14 njih su također pronađeni ostaci Deinonychusa. Prema istraživanju iz 1995. godine, samo šest nalazišta na kojima su nađeni fosili Deinonychusa nisu sadržavala fosile Tenontosaurusa, a ostaci Deinonychusa se rijetko nalaze u blizini drugog potencijalnog plijena, kao što je Sauropelta. Sve u svemu, 20% fosila Tenontosaurusa pronađeno je u blizini Deinonychusa, a nekoliko naučnika je predložilo da to ukazuje na to da je Deinonychus bio glavni predator Tenontosaurusa. Odrasli su Deinonychusi, međutim, bili mnogo manji od odraslih Tenontosaurusa, pa nije baš vjerojatno da bi jedan Deinonychus bio u stanju ubiti potpuno odraslog Tenontosaurusa. Iako su neki naučnici predložili da je on zbog toga morao loviti u čoporu, to gledište se suočava s nedostatkom dokaza koordiniranog lova, kao i s dokazima da su Deinonychusi jeli jedni druge, kao i Tenontosauruse. Vjerojatnije je da su Deinonychusi lovili mlade Tenontosaurus i da oni Tenontosaurusima, kada bi ovi dostigli određenu veličinu, ne bi više bili prijetnja, iako su se Deinonychusi još uvijek mogli hraniti strvinom odrasle jedinke. Činjenica da većina ostataka Tenontosaurusa pronađenih s Deinonychusima pripada neodraslim jedinkama podržava takvo gledište.

### Razmnožavanje
Prisustvo medularnog koštanog tkiva u bedrenoj i goljeničnoj kosti jednog primjerka ukazuje na to da su Tenontosaurusi koristili to tkivo, koje se danas može naći samo kod ptica, za razmnožavanje. Osim njega, to tkivo pronađeno je samo još kod Tyrannosaurusa i Allosaurusa, dva teropoda. Budući da su se teropodi vrlo rano odvojili od linije u koju je spadao Tenontosaurus, to ukazuje na to da su svi dinosauri stvarali medularno tkivo. Jedinka Tenontosaurusa koja je imala medularno tkivo nije bila potpuno odrasla kada je uginula, što znači da su te životinje dostizale spolnu zrelost prije nego što bi dostigle punu veličinu.